# Im Saalscheid
Im Saalscheid ist ein Waldgebiet und der Name einer nach ihm benannten Ortslage und Straße im Süden der bergischen Großstadt Wuppertal in Nordrhein-Westfalen.

## Lage und Beschreibung

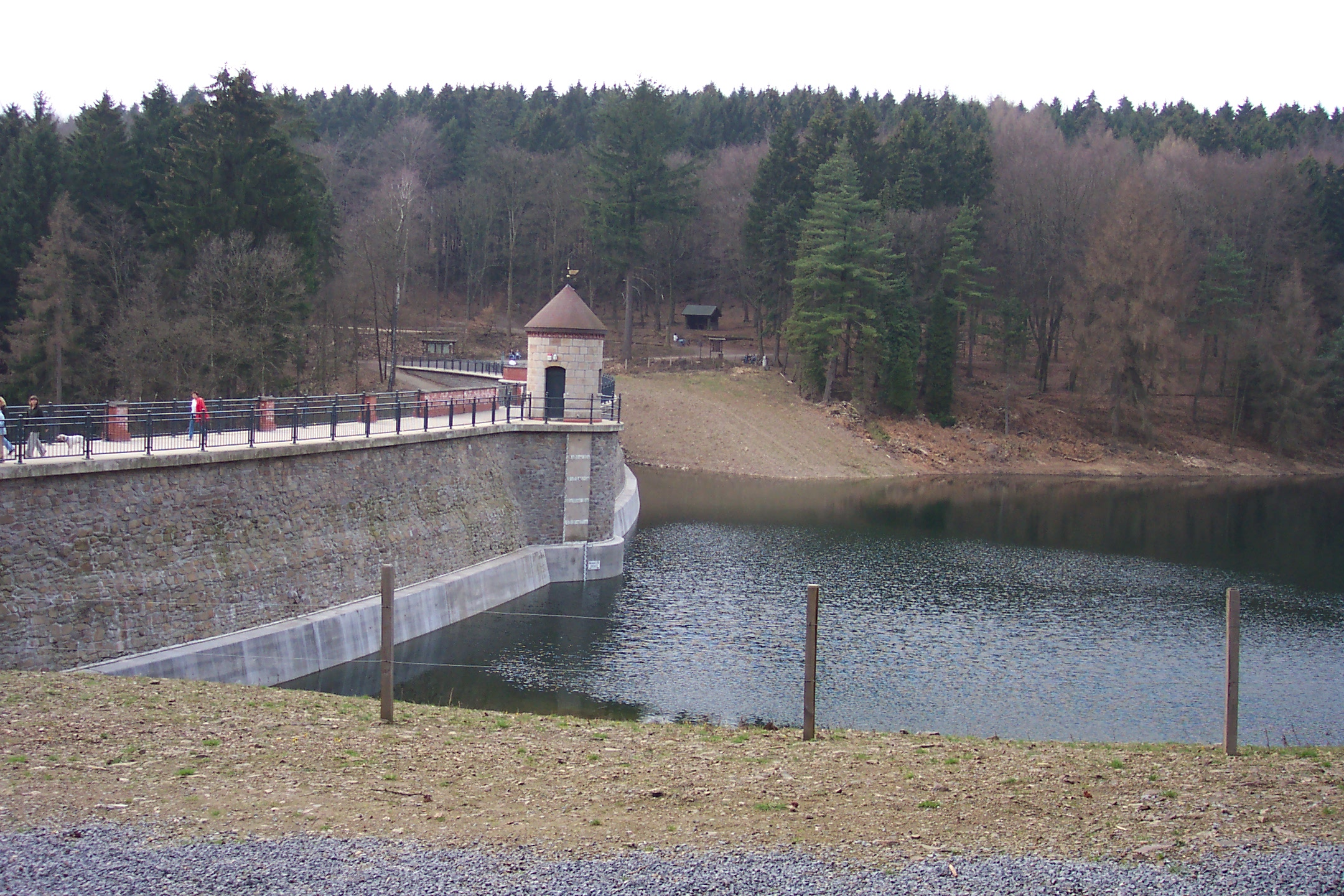
Die Ronsdorfer Talsperre im Waldgebiet Saalscheid

Das Waldgebiet und die Ortslage befinden sich im Westen des Stadtbezirks Ronsdorf im Wohnquartier Blutfinke südlich der benachbarten Ortslage Holthausen.
Während das gesamte Waldgebiet Höhen von 190 bis 325 Metern aufweist, befindet sich die Ortslage auf einer Höhenlage von 300 bis 320 m ü. NHN. Sie besteht zum größten Teil aus den umfangreichen Rehabilitationseinrichtungen der Klinik Bergisch-Land sowie einigen wenigen Wohngebäuden.
Im Süden erstreckt sich das Waldgebiet „Im Saalscheid“, ein spätmittelalterlicher und frühneuzeitlicher Markwald, der von der Saalscheider Markgenossenschaft als Teil der bäuerlichen Allmende genutzt wurde, bis über die Stadtgrenze zu Remscheid. Der Wald ist als Salscheiter Busch 1715 von Erich Philipp Ploennies in seinem Werk Topographia Ducatus Montani verzeichnet. Hier entspringt der Saalbach, ein Nebenfluss der Gelpe, der der wichtigste Zufluss der Ronsdorfer Talsperre ist. Zusammen mit dem Tal der Gelpe bildet das Waldgebiet das größere Naherholungsgebiet Gelpetal.

## Infrastruktur und Erholung
Der Saalscheid wird im ÖPNV an jedem Wochentag von frühmorgens bis in die Abendstunden durch die Stadtbuslinie 650 vom „Klinikum Bergisch-Land“ über Holthausen mit dem Zentrum von Ronsdorf verbunden. Es bestehen in Ronsdorf Umsteigemöglichkeiten zu den Buslinien nach Elberfeld und Barmen. Zu späteren Zeiten verkehrt ein Anrufsammeltaxi.
Durch die Ortslage und in unmittelbarer Nähe verlaufen zahlreiche gekennzeichnete Wander- und Reitwege wie z. B. der Industrie-Geschichtspfad Historisches Gelpetal, der zu vielen der im Gelpetal gelegenen Zeugnissen der hiesigen Anlagen der Protoindustrie führt.
Weitere Wanderwege sind der Wuppertaler Rundweg, der Röntgenweg, ein Naturfreundeweg mit dem Wegzeichen N, der Ortswanderweg = von der Parkstraße nach Hahnerberg, der Waldlehrpfad an der Talsperre, die Rundwanderwege A1 bis A3, Zugangswege zum Erlebnisweg Morsbach und der Zugangsweg W6 zum Wuppertaler Rundweg.
Im Ort befindet sich die Klinik Bergisch-Land, die heute vor allem Patienten in Tumor-Nachsorge betreut.